# Muur van Servius Tullius

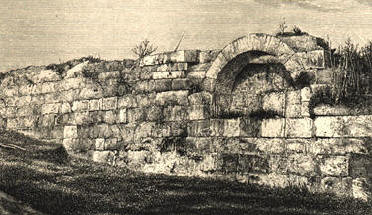
Deel van de muur op de Aventijnse heuvel

De Muur van Servius Tullius (Latijn:Murus Servii Tullii) is een antieke stadsmuur van Rome. De muur staat ook bekend als de Servische Muur of de Republikeinse Muur.

## Geschiedenis
De Servische Muur is genoemd naar de zesde koning van Rome, Servius Tullius. Deze koning zou in de 6e eeuw v.Chr. de eerste muur om de oude stad gebouwd hebben. De toenmalige stadsmuur volgde ongeveer de lijn van de Pomerium, de heilige grens van het oude Rome, en omsloot zes van de zeven heuvels van Rome. De Aventijn viel hier echter buiten.
In 387 v.Chr. vielen de Galliërs onder Brennus Rome binnen en verwoestten een groot deel van de stad. Nadat de Galliërs verjaagd waren, moest de stad van de grond af weer op gebouwd worden en de oude stadsmuur dus ook. Deze werd zwaar versterkt om een nieuwe aanval te kunnen weerstaan en de Aventijn werd toen ook binnen de stadsgrenzen getrokken. De Romeinse historicus Livius meldt dat de bouw van de nieuwe muur zeer veel geld kostte en dat veel Romeinen schulden moesten maken, zodat de muur kon worden voltooid. De bewaard gebleven fragmenten van de muur stammen uit deze tijd.
De muur werd gebouwd door losse blokken tufsteen (tufo giallo di Grotta Oscura) in rijen te stapelen, hierbij werd geen gebruik gemaakt van cement. De tufstenen blokken zijn ongeveer 25 centimeter hoog, 60 breed en 90 lang. De muur was waarschijnlijk tien meter hoog en vier meter breed. De totale lengte bedroeg elf kilometer en omsloot een gebied van 426 hectare.
Waar mogelijk werd de muur bovenaan de hellingen van de heuvels gebouwd, maar in het noordoosten van de stad was dit niet mogelijk en werd de muur op vlak terrein gebouwd. Dit deel van de muur wordt de agger genoemd, en werd extra verstevigd met een hoge aarden wal die tegen de muur was geplaatst. Voor de muur werd een gracht gegraven, die 1000 meter lang, 36 meter breed en 17 meter diep was.

## Verval
Door de grote macht van het Romeinse Rijk was er eeuwenlang geen directe bedreiging voor Rome. De Muur van Servius Tullius raakte in verval en de stad groeide ver buiten zijn omwalling. Sommige delen van de muur werden afgebroken om plaats te maken voor nieuwe bouwprojecten, de resterende delen werden niet meer onderhouden en vervielen. Pas aan het eind van de derde eeuw was de macht van Rome dusdanig verzwakt dat Germaanse stammen Italië en Rome zelf konden binnenvallen. Keizer Aurelianus liet toen een nieuwe stadsmuur bouwen, de Aureliaanse Muur.
In de middeleeuwen werd veel van de resterende muur afgebroken omdat de grote tufstenen blokken goed gebruikt konden worden in de fundering van nieuw te bouwen kerken en andere bouwwerken.

## Restanten
Een paar fragmenten van de muur zijn bewaard gebleven. De langste sectie staat naast de ingang van het station Termini en hoorde bij de agger. Andere kleinere delen zijn verspreid over de stad teruggevonden. De Porta Caelimontana bestaat nog steeds. De poort is in de oudheid al ingebouwd in een aquaduct en staat tegenwoordig aan de via di San Paolo della Croce. De Porta Sanqualis, in het centrum van de stad, is gedeeltelijk teruggevonden en is opgenomen in de kelder van een filiaal van de Italiaanse bank.

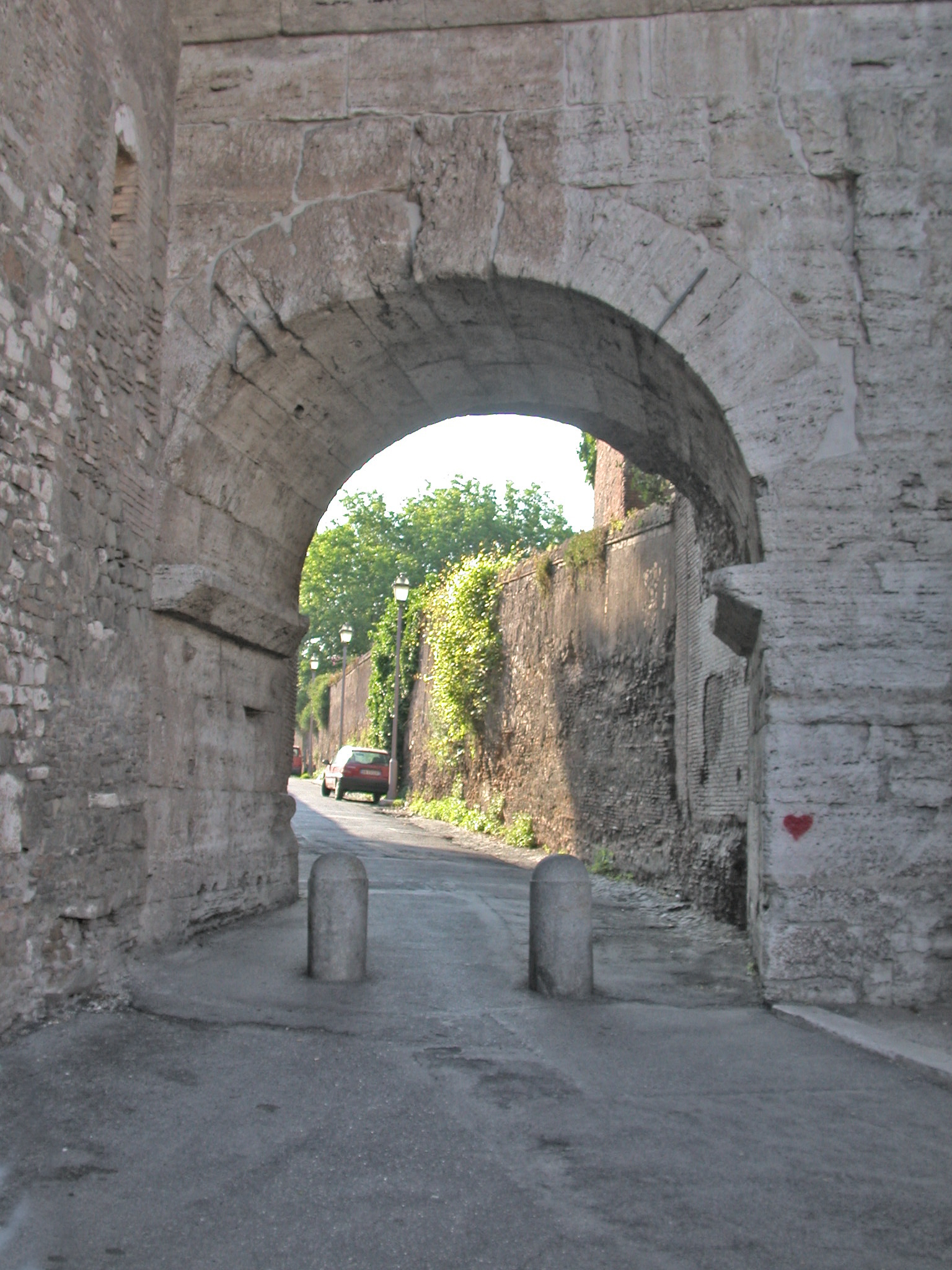
De Porta Caelimontana

## Lijst van stadspoorten
De Muur van Servius Tullius had 14 stadspoorten:
- Porta Collina – de meest noordelijk poort, hier begonnen de Via Salaria en Via Nomentana
- Porta Viminalis
- Porta Esquilina – leidde naar de Via Labicana, Via Praenestina en de Via Tiburtina
- Porta Querquetulana – leidde naar de Via Tusculana
- Porta Caelimontana - nog bestaande poort
- Porta Capena - hier begon de Via Appia
- Porta Naevia – poort op de Aventijn, die leidde naar de Via Ardeatina
- Porta Raudusculana
- Porta Lavernalis
- Porta Trigemina – bij het Forum Boarium, leidde naar de Via Ostiensis
- Porta Flumentana
- Porta Carmentalis
- Porta Fontinalis
- Porta Sanqualis
- Porta Salutaris
- Porta Quirinalis

## Afbeeldingen

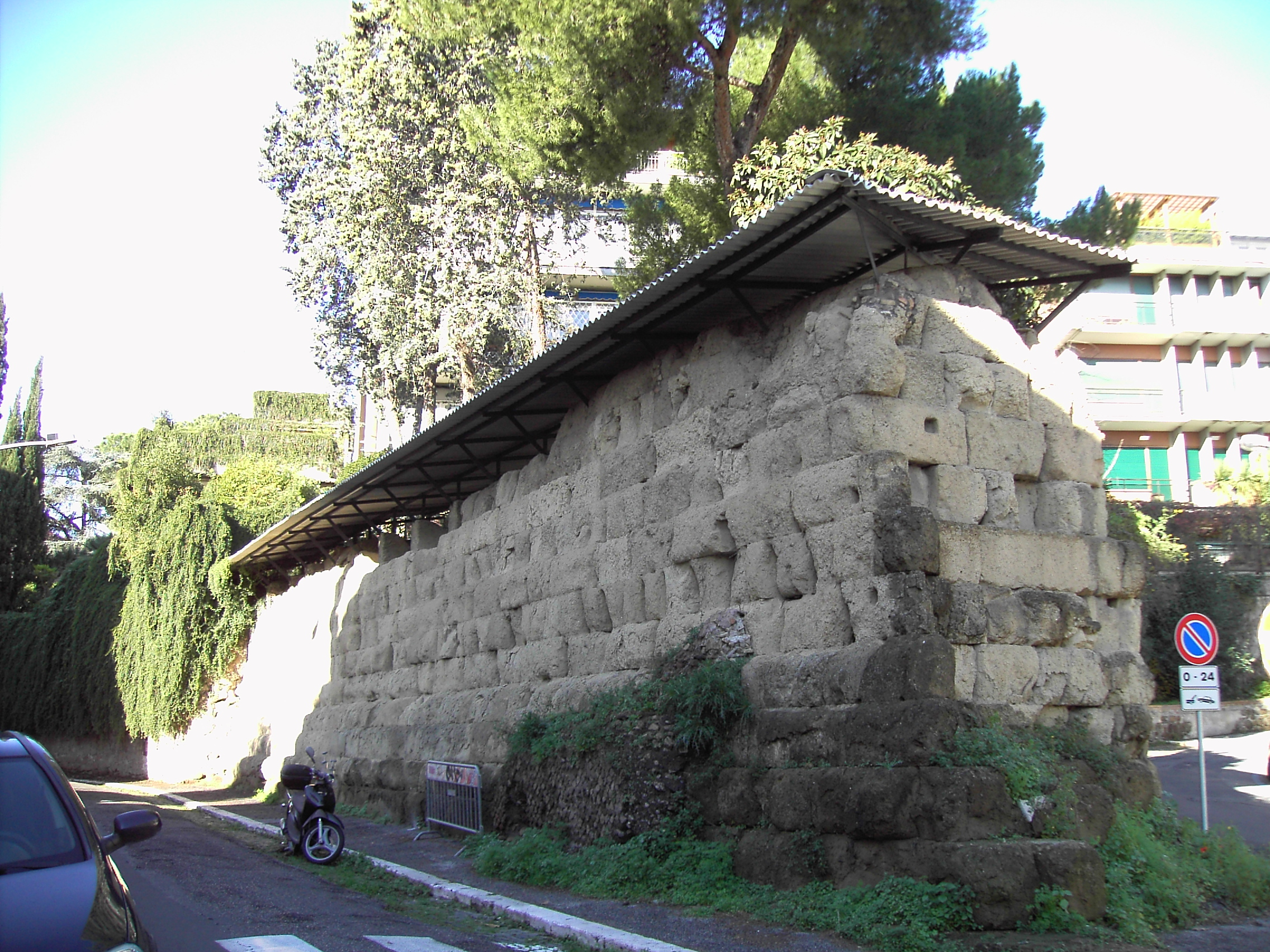
Deel van de muur op de Aventijn
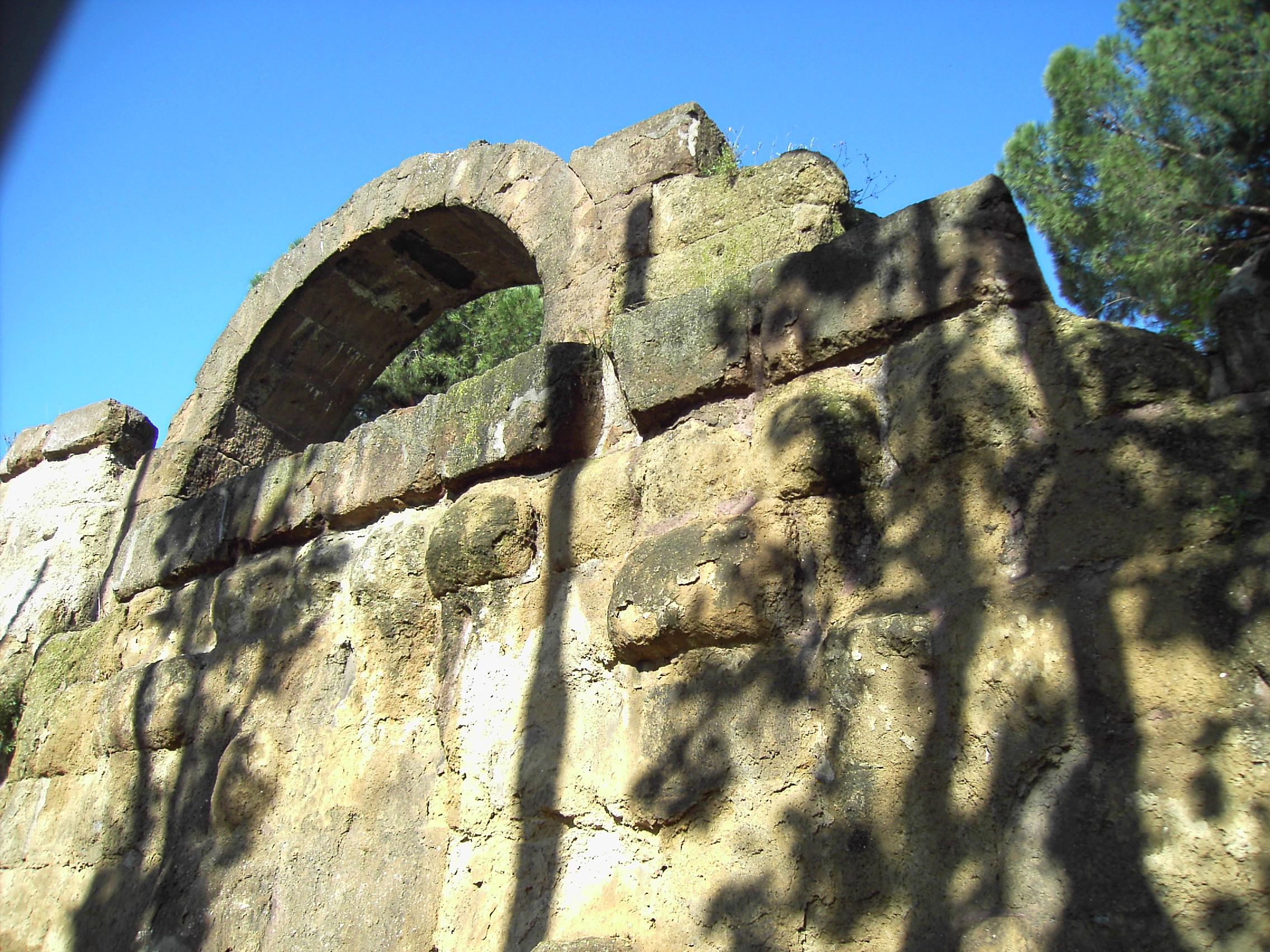
Eveneens op de Aventijn
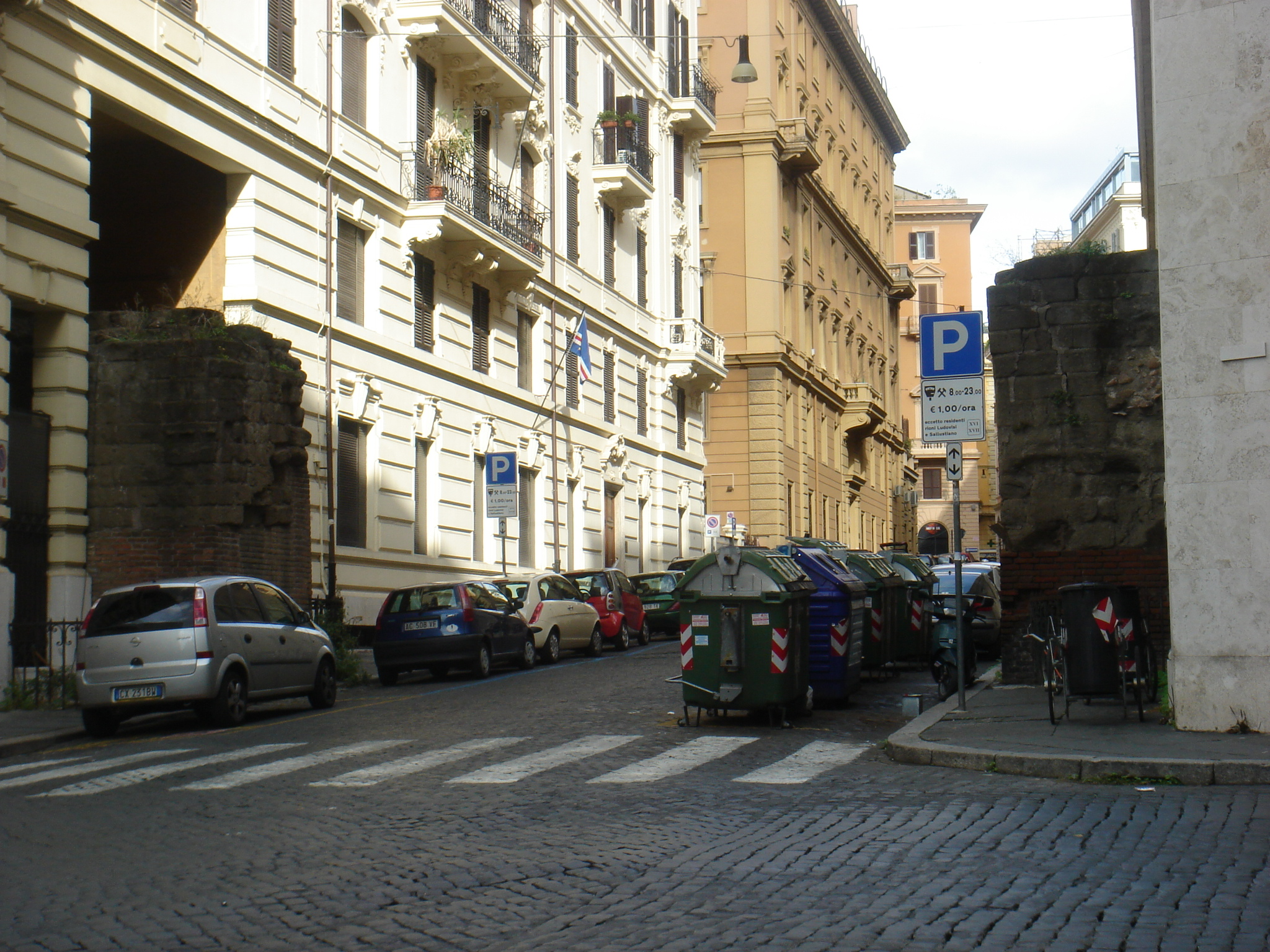
Doorbroken sectie op de Via Salandra
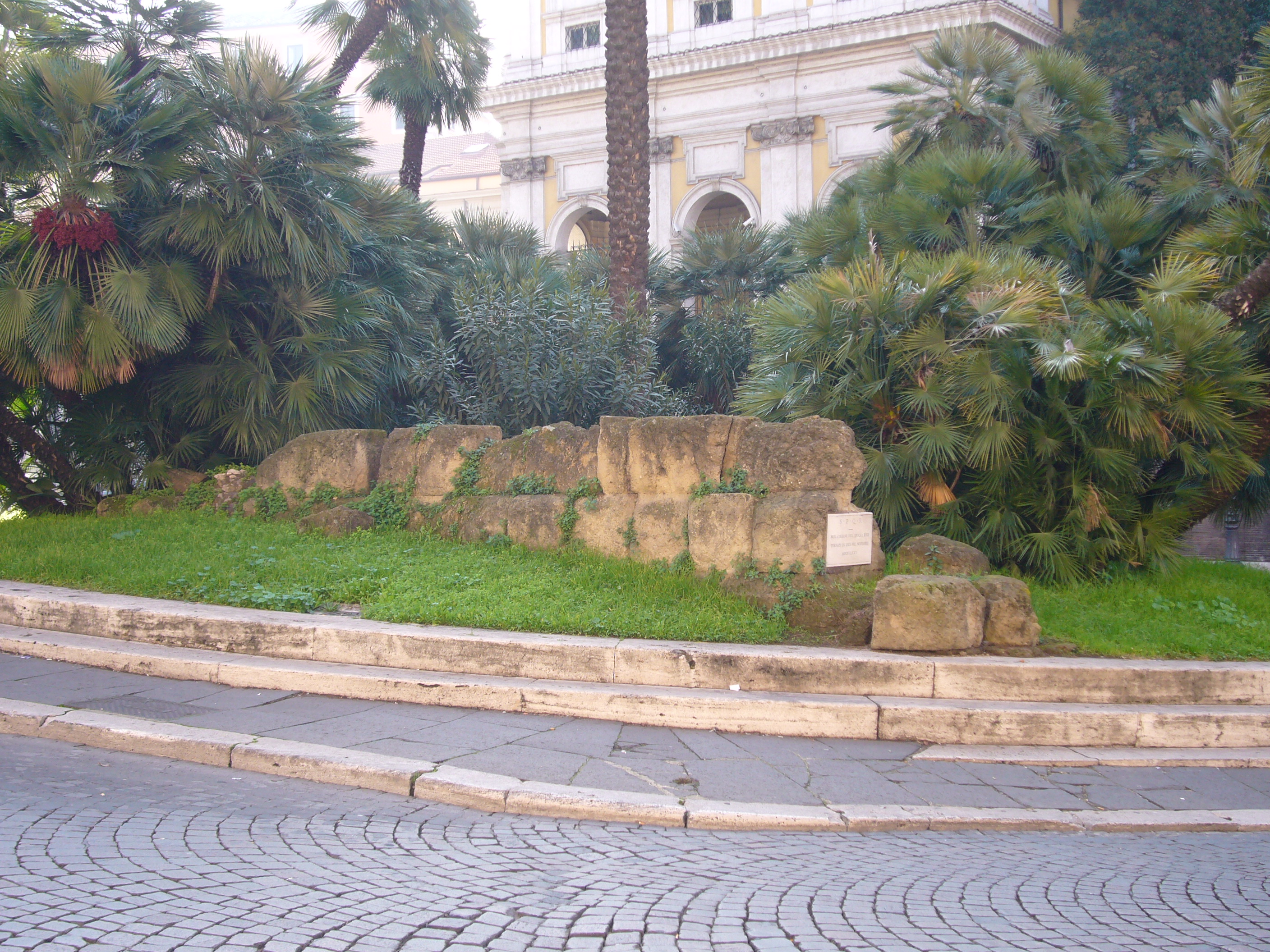
Restant tussen de Quirinaal en het Forum van Trajanus